# Knytnäve

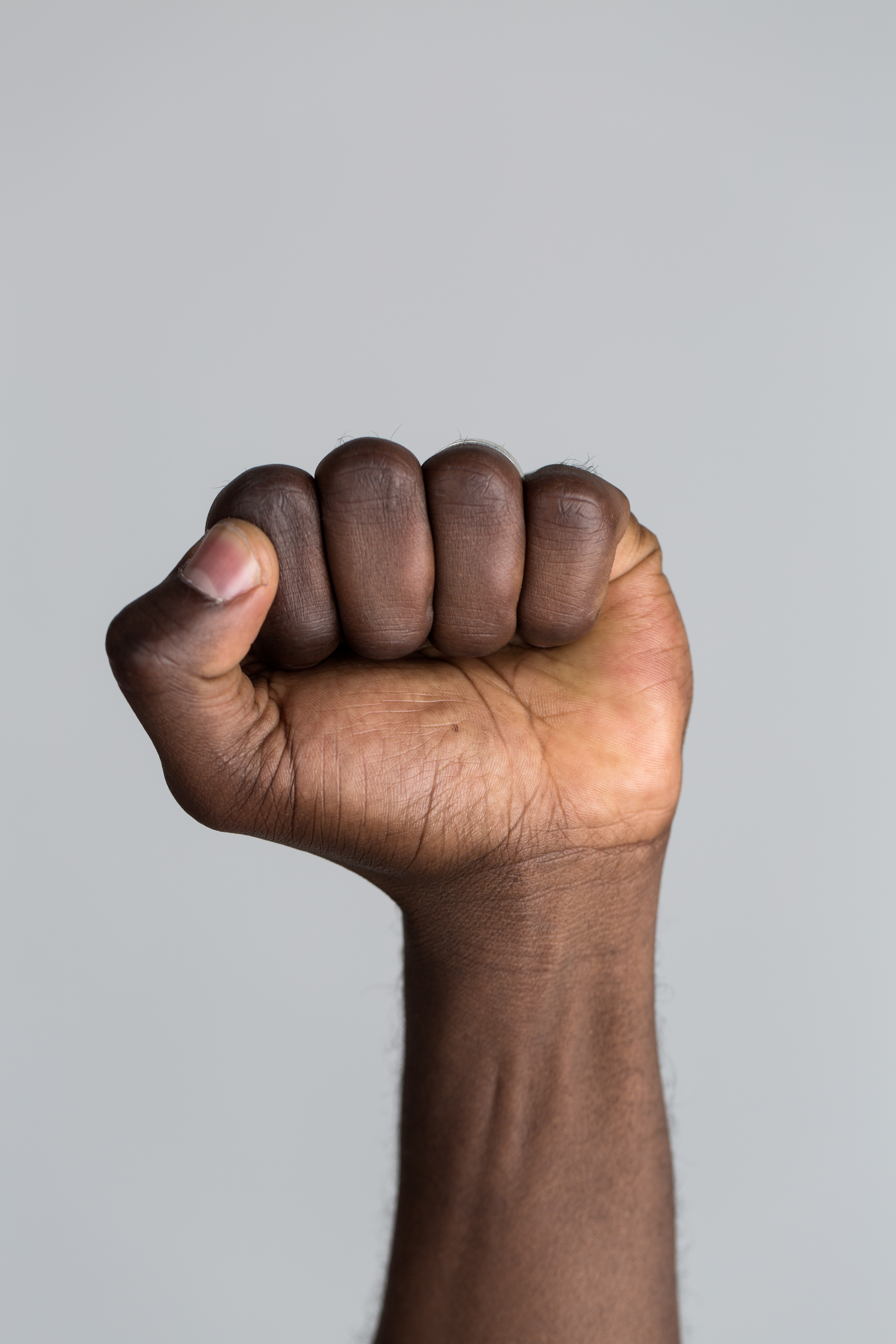
Knytnäve, sedd från insidan.

Knytnäve är en knuten hand där handens fingrar är krökta och vända mot handflatan.
Knytnäve används främst när man vill använda hårt tryck mot någon eller något, när man knackar på en dörr som saknar portklapp och är det typiska "vapnet" vid slagsmål utan tillhygge. Knytnävarna användes ursprungligen vid boxning, innan boxhandskar började användas.
Knytnäven används ofta i kroppsspråket för att förstärka det som man säger. En knytnäve, eller båda, används ibland också som segergest. Att hötta med en knytnäve i luften är ofta en symbol för ilska mot den knytnäven vänds mot.
En höjd knuten näve har ibland använts som politisk symbol, i Europa ofta som en kommunisthälsning, i Nordamerika och Afrika som en symbol mot rassegregering.
En modern form av hälsning är att mjukt möta varandras knytnävar knoge mot knoge.

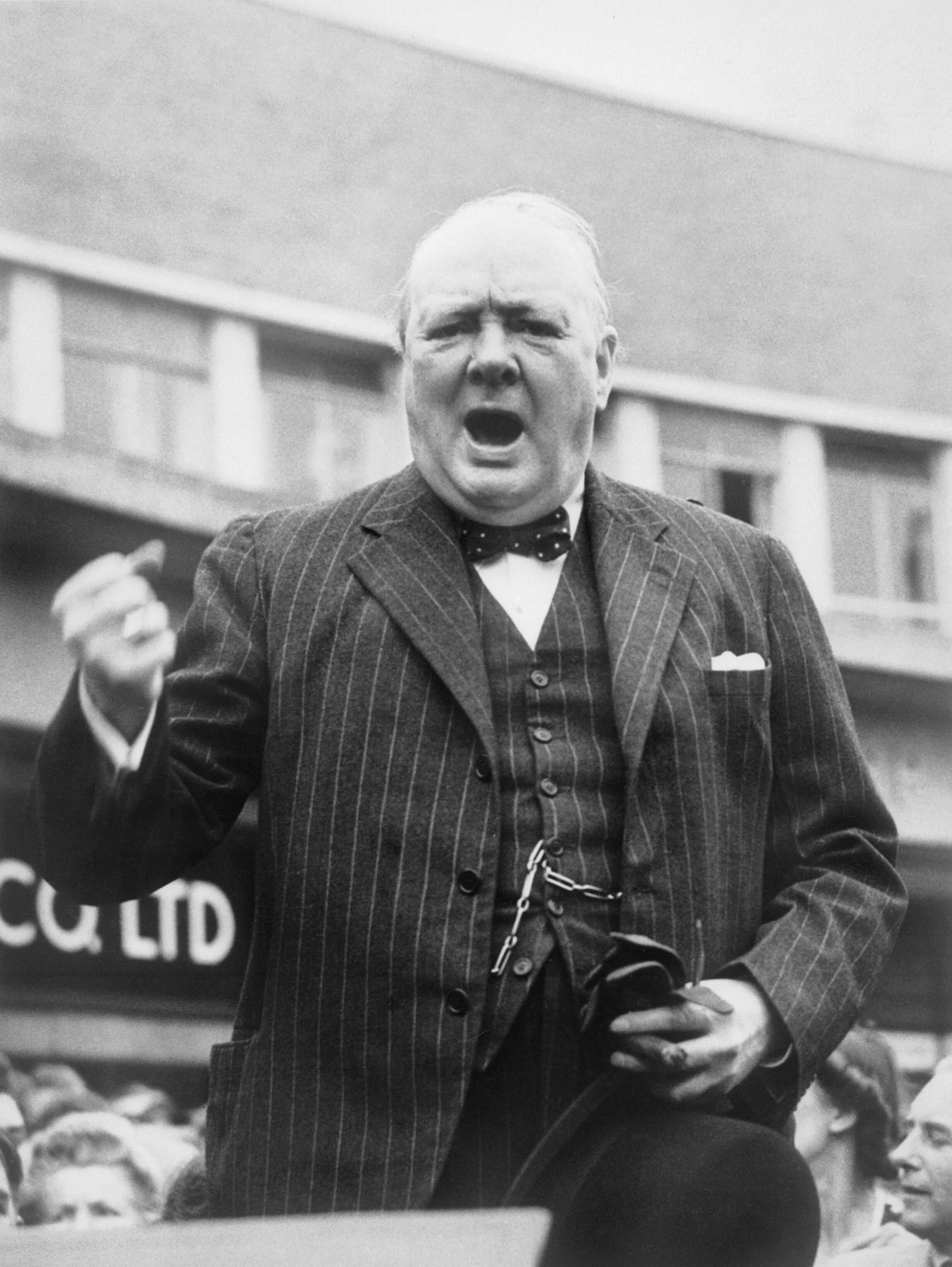
Winston Churchill använder knytnäven som förstärkande gest under ett valtal.
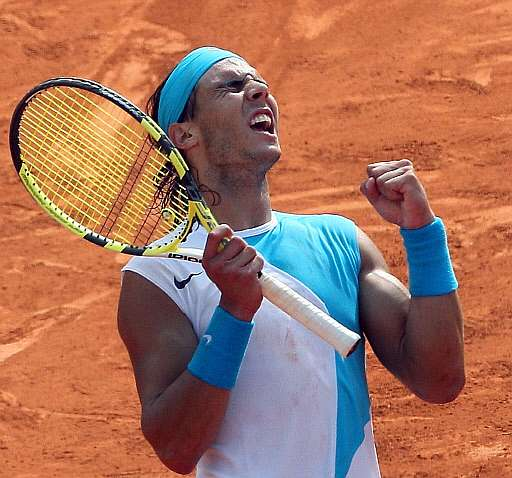
Rafael Nadal använder knytnävarna för att uttrycka sin segerglädje.
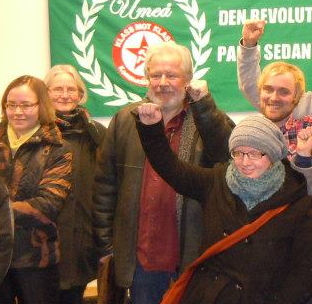
Svenska kommunister som utför kommunisthälsningen.
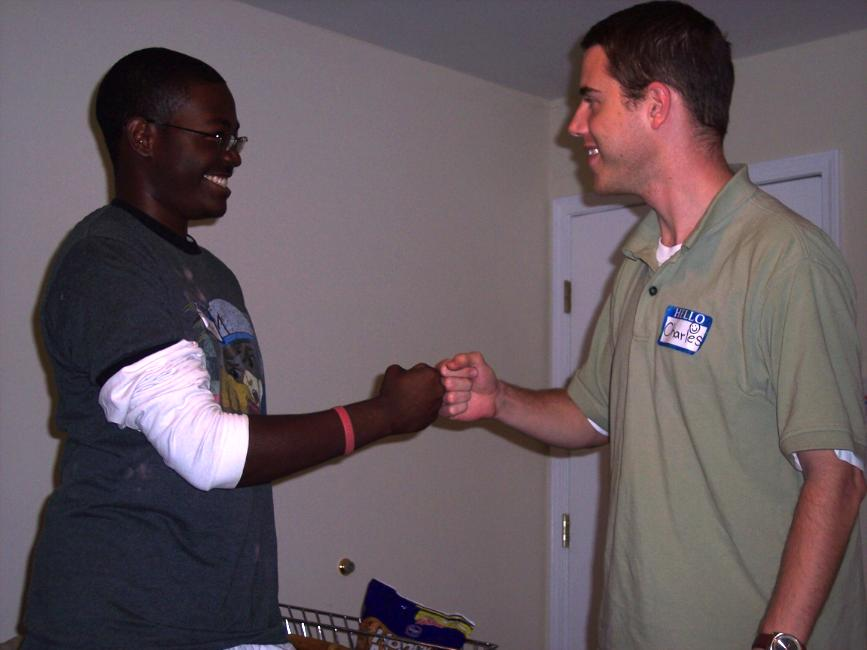
Två personer som hälsar knytnäve mot knytnäve.